# NGC 6016
NGC 6016 (другие обозначения — UGC 10096, MCG 5-38-1, ZWG 167.4, IRAS15538+2706, PGC 56410) — спиральная галактика с перемычкой (SBc) в созвездии Северная Корона.
Этот объект входит в число перечисленных в оригинальной редакции «Нового общего каталога».